# Universitetssjukhusens specialansvarsområden
Universitetssjukhusens specialansvarsområden (erva-områden, finska: Yliopistosairaaloiden erityisvastuualueet) var fram till och med 2022 upptagningsområden för den specialiserade sjukvården i Finland. Områdena var bildade runt landets fem universitetssjukhus, Helsingforsregionens universitetscentralsjukhus, Uleåborgs universitetssjukhus, Tammerfors universitetssjukhus, Kuopio universitetssjukhus och Åbo universitetscentralsjukhus. Varje sjukvårdsdistrikt var knutet till något av universitetssjukhusena, förutom Ålands hälso- och sjukvård som bildar ett eget erva-område.
Motsvarigheten till universitetssjukhusens specialansvarsområden i Sverige var sjukvårdsregioner.
I samband med Social- och hälsovårdsreformen i Finland 1 januari 2023 överfördes ansvaret till fem samarbetsområden för social- och hälsovården (YTA-områden).  